# CNET

CNET舊標識

CNET是美國三藩市一間媒體公司，集中報導科技新聞，1993年由Halsey Minor及Shelby Bonnie創辦。早年曾營辦電視節目，原打算成立有線電視頻道。後來互聯網普及，該公司亦主要在網上運作，曾在納斯達克上市。

## 历史
2008年，CBS宣佈以18亿美元收購CNET公司。2020年9月14日，CBS将其卖给數字營銷公司Red Ventures，售价五亿美元，交易在当年10月30日完成。
自2021年開始，CNET開始大批刪除其之前的舊報道，並且使用互聯網檔案館存檔，該舉動被認為是嘗試推高網站排名。2022年，被揭發使用人工智能撰寫文章，而且相關文章的質量參差不齊，同時也開始裁員、凍結晉升。相關事件引發爭議之後，最終決定在2023年1月終止使用人工智能。

## 網站

### Gamecenter
1996年，CNET創立電子遊戲網站CNET Gamecenter。

## 外部連結
- CNET global corporate site（页面存档备份，存于）（美式英语）
- CNET UK corporate site（页面存档备份，存于）（英式英语）
- CNET.com （美式英语）
- CNET.co.uk（页面存档备份，存于）（英式英语）
- Transcripts of CNET Network's Quarterly Conference Calls（页面存档备份，存于）